# Colorado-Territorium

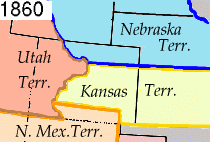
Kansas-, Nebraska-, Utah- und New-Mexico-Territorien (1860, offizielle Grenzen: der zentrale Teil des späteren Territoriums wurde de facto bereits vom Jefferson-Territorium verwaltet)

Das Colorado-Territorium war ein historisches Hoheitsgebiet der Vereinigten Staaten, das vom 28. Februar 1861 bis zum 1. August 1876 bestand. Dann wurde das Territorium als 38. Bundesstaat mit dem Namen Colorado in die Union aufgenommen.
Das Territorium löste das von den Siedlern am South Platte River in Eigenregie, ohne Autorisierung des Kongresses, organisierte Jefferson-Territorium ab, dieses wiederum wurde als Folge des Pikes Peak Goldrausches von 1858 bis 1861 eingerichtet. Dieser Run lockte die erste größere Anzahl weißer Siedler in die Region. Der Organic Act, mit dem das Territorium geschaffen wurde, wurde am 28. Februar 1861, kurz vor Ausbruch des Amerikanischen Bürgerkrieges, durch den US-Kongress verabschiedet und von Präsident James Buchanan am selben Tag unterzeichnet. Die Grenzen des Colorado-Territoriums waren mit denen des späteren Staates Colorado identisch. Die Einrichtung des Territoriums half der erstarrten Union, Kontrolle über ein mineralreiches Gebiet in den Rocky Mountains zu bekommen. Die Eigenstaatlichkeit des Territoriums wurde unmittelbar erwartet, jedoch wurden die territorialen Bestrebungen  Ende 1865 durch ein Veto des Präsidenten Andrew Johnson vereitelt. Während Ulysses S. Grant Amtszeit war dies ein immer wiederkehrender Streitpunkt, bei dem er sich schließlich gegen den wenig bereitwilligen US-Kongress während der Reconstruction durchsetzte.

## Beschreibung
Das Territorium wurde aus dem Gebiet der Rocky Mountains auf beiden Seiten der kontinentalen Wasserscheide gebildet und schloss damit das Areal des Pikes-Peak-Goldrausches mit ein, der zwei Jahre zuvor begonnen hatte. Östlich der Wasserscheide schloss das neue Territorium den westlichen Teil des Kansas-Territoriums, das südwestliche Stück des Nebraska-Territoriums und ein ungleichmäßiges Stück des nördlichen New-Mexico-Territoriums am Oberlauf des Rio Grande mit ein. Westlich der Wasserscheide gehörte zum Territorium ein großer Teil des östlichen Utah-Territoriums, das damals von den Ute und Shoshone kontrolliert wurde. Hingegen waren die Eastern Plains mehr lose von Cheyenne, Arapaho, Pawnee, Comanche und Kiowa bevölkert. 1861, zehn Tage vor der Gründung des Territoriums, kamen die Arapaho und Cheyenne mit den Vereinigten Staaten überein, den größten Teil ihrer Gebiete in den Plains an weiße Siedler abzutreten. Allerdings wurde ihnen gestattet, in ihren großen traditionellen Gebieten zu leben, solange sie die Homesteader nahe ihren Lagern dulden würden. Am Ende des Amerikanischen Bürgerkrieges 1865 waren die Ureinwohner in den High Plains größtenteils eliminiert.

## Geschichte
Das Land, das letztendlich das Colorado-Territorium wurde, kam teilweise durch den Louisiana Purchase und teilweise durch den Mexikanisch-Amerikanischen Krieg 1848 unter die Jurisdiktion der Vereinigten Staaten.

### Einheimische Bevölkerung
Ursprünglich lebten in den Eastern Plains vorwiegend die Cheyenne und Arapaho, während in den Rocky Mountains die Ute sesshaft waren.

### Expeditionen
Die frühesten Forscher europäischen Ursprungs, die das Gebiet betraten, waren Spanier wie der Konquistador Coronado, obwohl seine Expedition von 1540 bis 1542 nur die zukünftige Grenze des Colorado-Territoriums im Süden und Südosten umkurvte. 1776 erforschten Francisco Atanasio Domínguez und Silvestre Vélez de Escalante das südliche Colorado in der Dominguez-Escalante Expedition.
Andere bedeutende Expeditionen waren die Expedition zwischen 1806 und 1807 von Zebulon Pike, die Reise entlang des Nordufers des Platte Rivers zu dem heutigen Longs Peak durch Stephen Harriman Long 1820, die John-Charles-Frémont-Expedition zwischen 1845 und 1846 sowie die Powell-Geographic-Expedition von 1869 durch John Wesley Powell.

### Frühe Besiedlung, Handel und Goldschürfen
1779 kämpfte und besiegte New Mexicos Gouverneur Juan Bautista de Anza die Comanchen unter Cuerno Verde im Südwesten von Colorado. Später schloss de Anza 1786 mit den Comanchen Frieden und verbündete sich mit ihnen gegen die Apachen.
Eine Gruppe von Cherokee durchquerte 1848 während des Kalifornischen Goldrausches die South-Platte- und Cache-la-Poudre-River-Täler auf ihrem Weg nach Kalifornien. Sie berichteten über Goldfunde im South Platte und seinen Nebenflüssen, als sie die Mountains passierten. Zu dieser Zeit siedelten im Süden, in San Luis Valley, mexikanische Familien, die infolge von großen Landzuweisungen durch die mexikanische Regierung dort hinkamen.
Im frühen 18. Jahrhundert betrieb man im oberen South-Platte-River-Tal Pelzhandel, allerdings war dieses Gebiet nicht ständig besiedelt. Die erste Besiedlung durch Bürger der Vereinigten Staaten in diesem Gebiet fand nach dem Kansas-Nebraska Act von 1854 statt, welcher den Homesteads erlaubte, Claims abzustecken. Unter den ersten Siedlern waren die Pelzhändler, die das Gebiet einst erschlossen hatten, darunter Antoine Janis und andere Trapper vom Fort Laramie, die 1858 eine Townsite nahe Laporte entlang des Cache la Poudre gründeten.
Nachdem Green Russell und andere Bürger aus Georgia 1858 von Goldfunden im South Platte gehört hatten, brachen sie sofort dorthin auf. Im selben Sommer errichteten sie ein Lager, Auraria, am Zusammenfluss von South Platte und Cherry Creek. Sie benannten das Lager nach einer Goldschürferlager in Georgia. Im folgenden Winter kehrten sie nach Georgia zurück. Bei Bent’s Fort am Arkansas River erzählte Russel William Larimer Jr., ein Landspekulant aus Kansas, von den Goldfunden, die sie gemacht hatten. Larimer erkannte rasch die profitable Gelegenheit und machte sich nach Auraria auf. Im November 1858 setzte er seinen Claim auf der anderen Seite des Cherry Creek gegenüber von Auraria und benannte diesen „Denver City“ zu Ehren von James W. Denver, damals Gouverneur des Kansas-Territoriums. Larimer beabsichtigte nicht selbst Gold zu fördern. Er wollte die neue Stadt ausbauen und verkaufte deswegen Grundbesitz an willige Bergleute.
Larimers Plan ging schnell auf. Im folgenden Frühling war das westliche Kansas-Territorium entlang des South Platte voll von Goldsuchern, die im Flussboden schürften, was als Pikes Peak Goldrausch bekannt wurde. Frühe Ankömmlinge zogen rasch flussaufwärts in die Mountains, wo sie die Hauptader suchten. Dort gründeten sie Bergarbeiterlager bei Black Hawk und Central City. Eine konkurrierende Gruppe, einschließlich William A. H. Loveland, gründete die Stadt Golden am Fuß der Mountains westlich von Denver, mit der Absicht, die wachsende Flut von Goldsuchern mit den notwendigen Gütern zu versorgen.

### Territoriale Ansprüche
Die Initiative, ein Territorium innerhalb der heutigen Grenzen von Colorado zu schaffen, folgte nahezu sofort. Innerhalb eines Jahres nach der Gründung der Städte Denver und Golden verlangten deren Bürger nach dem territorialen Status für die kurz zuvor besiedelte Region. Die Bewegung ging aus von William Byers, Verleger der Rocky Mountain News, und Larimer, der der erste territoriale Gouverneur werden wollte. 1859 wurde eine zwanglose Initiative zur Gründung des Jefferson-Territoriums lanciert, die dem US-Kongress unterbreitet wurde.
Eineinhalb Jahre nach der Gründung wurde das auf eigene Faust organisierte Territorium in etwas kleinerem Umfang legalisiert, was zum Teil durch die Verheißung von gewaltigen Bodenschätzen in der Region angespornt wurde. Das Territorium wurde offiziell mittels eines Gesetzes  des Kongresses am 28. Februar 1861 aus ehemals Teilen des Kansas-, Nebraska-, Utah- und New-Mexico-Territoriums organisiert. Eigentlich war nach der Dred-Scott-Entscheidung von 1857 die Sklavenhaltung im Territorium erlaubt, jedoch wurde die Frage irrelevant durch den bevorstehenden Amerikanischen Bürgerkrieg und die mehrheitliche Haltung pro Union im Territorium. Der Name „Colorado“ wurde für das Territorium ausgewählt. Er wurde zuvor 1850 vom US-Senator Henry S. Foote für einen Staat, der im heutigen Kalifornien südlich des Grades 35° 45' geschaffen werden sollte, vorgeschlagen. Zu Bestürzung der Bürger von Denver wurde Golden territoriale Hauptstadt, ein Umstand, der später zu Gunsten Denvers korrigiert wurde, als die Ausgaben von Golden anwuchsen.

### Bürgerkriegsjahre
Während des Amerikanischen Bürgerkrieges nahm der Zustrom neuer Goldsucher in das Territorium stark ab, viele gingen nach Osten, um dort zu kämpfen. Die Leute, die im Colorado-Territorium blieben, bildeten zwei Freiwilligenregimenter sowie eine Bürgerwehr. Obwohl scheinbar am äußeren Rand der Kriegsschauplätze stationiert, befanden sich die Colorado-Regimenter 1862 nach der konföderierten Invasion in das New-Mexico-Territorium durch General Henry Sibley mit seinen Truppen aus Texas in einer entscheidenden Stellung. Sibleys New-Mexico-Feldzug war als Auftakt einer Invasion des Colorado-Territoriums nördlich von Fort Laramie gedacht, um die Nachschublinien zwischen Kalifornien und dem Rest der Union zu unterbrechen. Die Colorado-Regimenter, angeführt von General Edward Canby und Colonel John M. Chivington, besiegten Sibleys Truppen bei der Schlacht am Glorieta Pass und vereitelten dadurch die konföderierte Planung.

### Colorado-Krieg
Im Vertrag von Fort Laramie von 1851 versprachen die Vereinigten Staaten den Cheyenne- und Arapaho-Stämmen die Kontrolle über die Eastern Plains zwischen dem North Platte River und Arkansas River östlich der Rocky Mountains, was dem Colorado-Gebiet entsprach. Ab den 1860er Jahren, als Folge des Colorado-Goldrausches und der unkontrollierten Expansion der Homesteaders nach Westen in das Indianerterrain, verschlechterten sich die Beziehungen zwischen den Vereinigten Staaten und den amerikanischen Ureinwohnern. Am 18. Februar 1861 erklärten einige Chiefs der Cheyenne und Arapaho im Vertrag von Fort Wise, das meiste des Landes für weiße Siedler abzutreten, das zehn Jahre zuvor ihren Stämmen zugesprochen war, und behielten nur ein Bruchstück des ursprünglichen Reservats, das sich zwischen den Flüssen Arkansas und Sand Creek befand.
Ein guter Teil ihrer Stammesbrüder lehnte den Vertrag ab. Sie erklärten, dass die Chiefs nicht ermächtigt bzw. bestochen gewesen waren, diesen zu unterzeichnen. Infolgedessen ignorierten sie den Vertrag und führten gegen die größer werdende Flut an weißen Eindringlingen in ihre Jagdgründen Krieg. Weitere Spannungen kamen auf, als der Territorialgouverneur von Colorado, John Evans, 1862 eine Bürgerwehr aus den zurückkehrenden Volunteer-Regimentern schuf und eine harte Linie gegen Indianer verfolgte, die des Diebstahls bezichtigt wurden. Nach einigen kleinen Zwischenfällen, die später als der Colorado-Krieg bekannt wurden, griff im November 1864 eine Truppe von 800 Mann der Colorado-Bürgerwehr, nach schwerem Saufgelage, ein Lager der Cheyenne und Arapaho bei Sand Creek an, wo sie zwischen 150 und 200 Indianer ermordeten, zumeist ältere Männer, Frauen und Kinder. Das Sand-Creek-Massaker führte im März und April 1865 durch das United States Congress Joint Committee on the Conduct of the War zu einer offiziellen Untersuchung. In ihrem Bericht vom 4. Mai 1865 beschrieb das Congress Joint Committee die Handlungen von Colonel John Chivington und seiner Freiwilligen als widerlich, niederträchtig, brutal und feige. Es ist schwer zu glauben, dass dies Menschen waren. Sie brachten Schande über die Uniform der US-Soldaten und Offiziere. Die Kommission kann solche Handlungen von Unmenschlichkeit und Barbarei, die in den Zeugenaussagen aufgeführt sind, weder übergehen noch tolerieren, aber das Komitee will diese in ihrem Bericht nicht präzisieren.
Gleichwohl hat kein Gericht einen der Verantwortlichen für das Massaker zur Rechenschaft gezogen und die Fortführung des Colorado-Krieges führte zur Vertreibung der letzten Arapaho, Cheyenne, Kiowa und Comanchen aus dem Colorado-Territorium nach Oklahoma.

### Der Weg zu Eigenstaatlichkeit
Nach dem Ende des Amerikanischen Bürgerkrieges lebten Forderungen auf Eigenstaatlichkeit auf; der US-Kongress verabschiedete Ende 1865 das entsprechende Gesetz, jedoch legte Präsident Andrew Johnson ein Veto ein. Die nächsten elf Jahre wurde die Aufnahme des Territoriums in die Union hinausgezögert. Präsident Grant befürwortete 1870 die Eigenstaatlichkeit des Territoriums, allerdings verabschiedete der Kongress auch dieses Mal kein entsprechendes Gesetz.
In der Zwischenzeit machte sich das Fehlen von Eisenbahnen im Territorium bemerkbar. In den späten 1860er Jahren hatten viele Bürger in Denver ihre Geschäfte verkauft und waren nordwärts in das Dakota-Territorium in die Gemeinden Laramie und Cheyenne gezogen, wo die erste transkontinentale Eisenbahnstrecke verlief. Vor dem möglichen Aussterben der Stadt stehend und durch die neuen Städte im Norden in den Hintergrund gedrängt, legten die Bürger von Denver ihr Kapital zusammen und bauten die Denver Pacific Railroad nordwärts nach Cheyenne, um Denver an das Eisenbahnnetz anzuschließen. Die Kansas Pacific Railway nach Denver wurde zwei Monate später fertiggestellt. Dieser Schritt sicherte den Status von Denver als zukünftige regionale Metropole. Das Territorium wurde schließlich 1876 in die Union aufgenommen.

## Hauptstädte des Territoriums
Im Verlauf seines Bestehens hatte das Colorado-Territorium drei Hauptstädte:
- Colorado City (1861–62)
- Golden City (1862–67)
- Denver City (1867–76)

## Liste der Gouverneure
| Name                   | Amtszeit  | Partei       |
| ---------------------- | --------- | ------------ |
| William Gilpin         | 1861–1862 | Republikaner |
| John Evans             | 1862–1865 | Republikaner |
| Alexander Cummings     | 1865–1867 | Republikaner |
| Alexander Cameron Hunt | 1867–1869 | Republikaner |
| Edward Moody McCook    | 1869–1873 | Republikaner |
| Samuel Hitt Elbert     | 1873–1874 | Republikaner |
| Edward Moody McCook    | 1874–1875 | Republikaner |
| John Long Routt        | 1875–1876 | Republikaner |